# Велоспорт на летних Олимпийских играх 2000 — индивидуальная гонка преследования (женщины)
Соревнования в индивидуальной гонке преследования на 3 км по велоспорту среди женщин на летних Олимпийских играх 2000 прошли 17 и 18 сентября. Приняли участие 12 спортсменок. От каждой страны разрешалось выставить только одну спортсменку. Победительница этой дисциплины на предыдущих Олимпийских играх итальянка Антонелла Беллутти заняла 5 место.
По сравнению с прошлыми Олимпийскими играми в индивидуальной гонке преследования изменился формат проведения соревнования. Теперь после квалификации борьбу за медали продолжали только 4 спортсменки, показавших лучший результат, а не 8 как раньше.
Леонтин Зейлард стала обладательницей золотой медали, также обновив мировой рекорд на этой дистанции. Для голландки эта награда стала первой на Олимпийских играх. На играх в Атланте она не принимала участие, а в Барселоне выбыла на стадии четвертьфинала. 
Марион Клинье завоевала свою вторую серебряную олимпийскую медаль. Как и 4 года назад в Атланте француженка уступила в финале.
Ивонн Макгрегор выиграла заезд за 3 место и стала бронзовой призёркой игр, что не удалось ей сделать в Атланте, когда она проиграла заезд за бронзу немке Юдит Арндт.

## Призёры
| Золото                     | Серебро               | Бронза                         |
| Леонтин Зейлард Нидерланды | Марион Клинье Франция | Ивонн Макгрегор Великобритания |

## Рекорды
| Мировой рекорд     | Марион Клинье (FRA)      | 3:30,974 с | Манчестер, Великобритания | 31 августа 1996 |
| Олимпийский рекорд | Антонелла Беллутти (ITA) | 3:32,371 с | Атланта, США              | 26 июля 1996    |

Во время соревнований в этой дисциплине были установлены следующие рекорды:
| Дата        | Раунд        | Спортсмен       | Страна     | Время    | Рекорд |
| ----------- | ------------ | --------------- | ---------- | -------- | ------ |
| 17 сентября | Квалификация | Леонтин Зейлард | Нидерланды | 3:31,570 | OR     |
| 17 сентября | Полуфинал    | Леонтин Зейлард | Нидерланды | 3:30,816 | WR, OR |

## Соревнование

### Квалификация
| Место | Спортсмены               | Время    | Отставание |
| ----- | ------------------------ | -------- | ---------- |
| 1     | Леонтин Зейлард (NED)    | 3:31,507 | +0:00      |
| 2     | Марион Клинье (FRA)      | 3:34,636 | +3,129     |
| 3     | Ивонн Макгрегор (GBR)    | 3:35,492 | +3,985     |
| 4     | Сара Улмер (NZL)         | 3:36,764 | +5,257     |
| 5     | Антонелла Беллутти (ITA) | 3:36,967 | +5,460     |
| 6     | Юдит Арндт (GER)         | 3:37,609 | +6,102     |
| 7     | Алайна Бёрнс (AUS)       | 3:38,223 | +6,716     |
| 8     | Эрин Мирабелла (USA)     | 3:38,431 | +6,924     |
| 9     | Наталья Каримова (RUS)   | 3:41,627 | +10,120    |
| 10    | Лада Козликова (CZE)     | 3:43,019 | +11,512    |
| 11    | Раза Мазейкуте (LTU)     | 3:43,980 | +12,473    |
| 12    | Мария Луиза Калле (COL)  | 3:44,395 | +12,888    |

### Полуфинал
| Место | Спортсмен             | Результат       |
| ----- | --------------------- | --------------- |
| 1     | Леонтин Зейлард (NED) | 3:30,816        |
| 4     | Сара Улмер (NZL)      | отстала на круг |

| Место | Спортсмен             | Результат |
| ----- | --------------------- | --------- |
| 2     | Марион Клинье (FRA)   | 3:36,244  |
| 3     | Ивонн Макгрегор (GBR) | 3:38,409  |

### Матч за 3 место
| Место | Спортсмен             | Результат |
| ----- | --------------------- | --------- |
| 3     | Ивонн Макгрегор (GBR) | 3:38,850  |
| 4     | Сара Улмер (NZL)      | 3:38,930  |

### Финал
| Место | Спортсмен             | Результат |
| ----- | --------------------- | --------- |
| 1     | Леонтин Зейлард (NED) | 3:33,360  |
| 2     | Марион Клинье (FRA)   | 3:38,571  |